# Bush (Washington)
Bush az Amerikai Egyesült Államok északnyugati részén, Washington állam Thurston megyéjében elhelyezkedő önkormányzat nélküli település.
A település névadója George Washington Bush telepes.

## Fordítás
- Ez a szócikk részben vagy egészben  a   Bush, Washington című angol Wikipédia-szócikk ezen változatának fordításán alapul.  Az eredeti cikk szerkesztőit annak laptörténete sorolja fel. Ez a jelzés csupán a megfogalmazás eredetét és a szerzői jogokat jelzi, nem szolgál a cikkben szereplő információk forrásmegjelöléseként.